# Sviatohirsk
Sviatohirsk (tiếng Ukraina: Святогірськ) là một thành phố của Ukraina. Thành phố này thuộc tỉnh Donetsk. Thành phố này có diện tích ? km2, dân số theo điều tra dân số năm 2001 là 5136 người.